# Tetrazygia coriacea
Tetrazygia coriacea är en tvåhjärtbladig växtart som beskrevs av Ignatz Urban. Tetrazygia coriacea ingår i släktet Tetrazygia och familjen Melastomataceae. Inga underarter finns listade i Catalogue of Life.